# 新谷洋二
新谷 洋二（にいたに ようじ、1930年（昭和5年）4月26日 - ）は、日本の都市計画研究者。交通工学者。東京大学名誉教授。専門は都市交通工学で、駐車場の関連法規制定などに関わり、東京大学工学部都市工学科、日本大学理工学部土木工学科で研究の傍ら後進の育成にあたる。日本都市計画学会会長を歴任。工学博士（東京大学）。旧東京府荏原郡北品川宿（現・東京都品川区）生まれ。

## 経歴と人物
※本節の記載は日本大学理工学部科学技術史センターウェブサイトによる。
1953年3月、東京大学工学部土木工学科卒業。
1955年3月、東京大学大学院数物系研究科土木工学専門課程修士課程修了。以後、北海道開発局、建設省都市局など勤務を経て1965年に東京大学工学部助教授。1978年7月から教授就任。1983年から1985年まで横浜国立大学教授併任、大学院工学研究科土木工学専攻担当。1991年3月 東京大学を定年退職し、日本大学理工学部教授。2000年4月に日本大学を定年退職し、（財）豊田都市交通研究所所長を経て(財)日本開発構想研究所理事長。2005年(財)日本開発構想研究所理事長退職。全国街路事業促進協議会主催の全国街路事業コンクール審査委員会審査委員長などにかかわる一方で、無類の城好きでもあり、日本城郭協会常務理事をつとめ「日本100名城」の選定にも拘わる他、歴史関係土木構造物等の保存や文化財に関する委員会委員を歴任。

## 受賞歴
日本都市計画学会石川賞、国際交通安全学会賞（著作部門）、平成27年度地盤工学会賞受賞などを受賞

## 主な著書
- 道（東京大学公開講座48 一般社団法人 大学出版部協会共著、1988年）
- 日本の城と城下町 (同成社、1991）
- 都市計画（土木系大学講義シリーズ、コロナ社、共著、1998年）
- 観光地域の交通需要マネジメント―文化遺産・自然資源の活用とまちづくり（まちづくり資料シリーズ25 交通計画集成 9巻、地域科学研究会、共著、1997年）
- 都市交通計画」（技報堂出版、編著、2003年）
- 歴史を未来につなぐまちづくり・みちづくり（学芸出版社、編著、2006年）